# Paquillas (manzana)
Paquillas es una  variedad cultivar de manzano (Malus domestica) Esta manzana está cultivada tradicionalmente en la sierra norte de Madrid Comarca Lozoya Somosierra, en La Hiruela, Bustarviejo, y Valdemanco. Se está cultivando en el vivero de "La Troje" "Asociación sembrando raíces, cultivando biodiversidad", donde cultivan variedades frutícolas y hortícolas de la herencia para su conservación y recuperación de su cultivo. Así mismo está cultivado en el IMIDRA- Banco de Germoplasma de Variedades Tradicionales de Frutales de la Comunidad de Madrid (Finca La Isla).

## Sinónimos
- “Manzanas Paquillas“,[5]
- “Manzana Paquillos“.

## Historia
Solo aparece en La Hiruela, era una de las variedades más abundantes en La Hiruela. Actualmente solo encontramos un ejemplar en la Fuente del Lugar, que aparentaba estar abandonado, el resto de manzanos paquillos estaban secos.
En la Sierra Norte de Madrid está arraigado su cultivo; en La Hiruela llevan cultivándose más de un siglo. Se ha conservado en cultivo por ser muy productiva y conservada en "los trojes" durar hasta el verano siguiente frescas. 
Su sabor y textura no son apreciados, 

“entonces sembraban muchos paquillos y yo no sé pa qué sembraban tanto porque era la peor fruta. El caso es que duraban mucho pero al final se ponen negras como tabacosas y a mí no me gustaba mucho”
(Ángel Serrano, La Hiruela.

sin embargo esta variedad tenía gran importancia como fruta invernal, ya que 

“son eternas”
(Cecilio, La Hiruela).

## Características
El manzano de la variedad 'Paquillas' tiene un vigor elevado, y necesita poca agua para su desarrollo pudiendo tenerlo cultivado de secano; con la floración en los meses de marzo y abril; las flores se presentan capullo rojo y flor abierta jaspeada de rojo. Hojas similares al reineto pero más pequeñas.
La variedad de manzana 'Paquillas' tiene un fruto de tamaño pequeño a mediano, de tamaño similar a las 'Maillas Blancas', pero de forma más alargada. 

“Las paquillas hacen un poquito más duras y más feas la cáscara, como más negra”
(Ángel Serrano, La Hiruela).

Forma globosa, ventruda en la base y aplastada, costillas pronunciadas, y con contorno irregular; piel gruesa poco brillo; con color de fondo amarillo verdoso, siendo el color del sobre color rojo, importancia del sobre color medio, siendo su reparto en chapa, con chapa ausente o  presente en la zona de insolación de color rojo y rosado, y una sensibilidad al "russeting" (pardeamiento áspero superficial que presentan algunas variedades) débil. pedúnculo corto, leñoso y de grosor medio a notable, anchura de la cavidad peduncular es estrecha, profundidad de la cavidad pedúncular es profunda, y con importancia del "russeting" en cavidad peduncular media; anchura de la cavidad calicina relativamente amplia, profundidad de la cav. calicina es media, bordes ondulados, y con importancia del "russeting" en cavidad calicina ausente; ojo relativamente grande, abierto; sépalos cortos, triangulares, carnosos y tomentosos en su base con las puntas secas que se parten dejando el ojo abierto.
Se cosechaban a últimos de octubre y no maduraban hasta marzo. Se comían entre marzo y junio. Se conservan muy bien almacenadas sobre lechos de paja y en oscuridad en "los trojes".

## Cultivo
Se injertan de púa sobre "maíllos" que se traen "del monte" y "manzanos nacedizos". Los patrones se suelen trasplantar entre noviembre y marzo y se injertan al año siguiente, aunque en algunos casos se realiza el injerto ese mismo invierno. Los patrones se trasplantaban en un hoyo muy hondo “hasta la altura de la faja” (aprox. 1 m). Se debe hacer el hoyo en otoño, porque durante todo el invierno "se cría una babilla de tierra fina en el hoyo" que es beneficiosa para el árbol. Los injertos se deben hacer en febrero o marzo, “cuando se empieza a mover la savia, a despegarse la corteza”. Las púas se solían recoger de frutales más atrasados que el patrón, ya que “la puga tiene que tener menos savia que el patrón, para que no se seque”.

## Usos
Tradicionalmente su consumo en crudo. También se llevaban a Madrid para venderlas en las confiterías de la Plaza de la Cebada.